# Bácsszentgyörgy
Bácsszentgyörgy (kroatisch Đurić, serbisch Ђурић) ist eine ungarische Gemeinde im Kreis Baja im Komitat Bács-Kiskun.

## Geografische Lage
Bácsszentgyörgy liegt 115 Kilometer südwestlich des Komitatssitzes Kecskemét, 26 Kilometer südöstlich der Kreisstadt Baja, an dem Fluss Kígyós-főcsatorna. Die Gemeinde grenzt im Süden und Osten an Serbien. Nachbargemeinden sind Dávod und Gara und jenseits der Grenze die serbischen Ortschaften Rastina (Растина) und Riđica (Риђица).

## Geschichte
Der Name der Gemeinde geht zurück auf den heiligen Georg (Szent György). Im Laufe der Zeit trug der Ort verschiedene Namen wie Szentgyörgy (1425), Györgypuszta (1904), Baracska-Szentgyörgy (1930) und ab 1947 Bácsszentgyörgy.

## Sehenswürdigkeiten
- Heimatmuseum (Falumúzeum és helytörténeti gyűjtemény)
- Römisch-katholische Kirche Szentolvasó Királynéja, erbaut 1911 nach Plänen von Gyula Petrovácz

## Verkehr
Östlich von Bácsszentgyörgy verläuft die Landstraße Nr. 5506 zur serbischen Grenze. Es bestehen Busverbindungen nach Baja, wo sich der nächstgelegene Bahnhof befindet.